# Tripoli (Grækenland)
Tripoli (græsk: Τρίπολη, Trípoli, tidligere Τρίπολις, Trípolis; tidligere Τριπολιτσά Tripolitsá ) er en by i den centrale del af Peloponnes i Grækenland. Det er hovedstaden i Periferien Peloponnes såvel som i den regionale enhed Arcadien. Kommunen medc samme navn har omkring 47.000 indbyggere.

## Historie
I foråret 1770, under en græsk opstand kendt som Orlovoprøret, blev de revolutionære hære standset ved Tripolitsa (det nuværende Trioili). Som gengældelse for den græske opstand slog albanske lejesoldater fra osmannerne 3.000 grækere ihjel på få timer, da de kom ind i byen. En total massakre og ødelæggelse af byen blev undgået efter intervention fra Osman bey, lederen af de albanske lejesoldater.
Før den græske uafhængighedskrig, under det osmanniske navn "Tripoliçe", var det et af de osmanniske administrative centre på Peloponnes (Morea Eyalet, ofte kaldet "pashalik of Tripolitsa") og havde store muslimske og jødiske befolkninger. Tripolis var et af hovedmålene for de græske oprørere i den græske uafhængighedskrig, som stormede den 17. oktober 1821 efter den blodige belejring af Tripolitsa og udryddede den muslimske og jødiske befolkning.
Ibrahim Pasha generobrede byen den 22. juni 1825, efter at den var blevet forladt af grækerne. Før han evakuerede Peloponnes i begyndelsen af 1828, ødelagde han byen og rev dens mure ned.

Tripoli blev omdøbt og genopbygget og blev udviklet som en af hovedbyerne i Kongeriget Grækenland, der tjente som hovedstaden i Arcadien. I løbet af det 19. og det 20. århundrede opstod byen som det administrative, økonomiske, kommercielle og transportmæssige centrum for det centrale og sydlige Peloponnes.

## Geografi og klima
Byen Tripolis har et middelhavsklima ( Köppen: Csa). Den ligger i centrum af Peloponnes, ved den vestlige grænse af et stort bassin (en polje i ca. 650 m højde, med en længde på ca. 30 km og en bredde mellem 12,5 og 2,5 km). Byen er i dag hovedstad for den regionale enhed Arkadien. (beboere, by alene, ca. 30.000, distrikt med bagland ca. 47.500, græsk folketælling 2011). Mod vest grænser byen op til det tætbevoksede bjergområde Mainalo. Tripoli-bassinet er gradvist blevet drænet (hovedsageligt efter 1945) og forvandlet til landbrugsjord. I sydvest dannede oversvømmelser, som lejlighedsvis dukker op i bassinet efter regnfulde vintre, i 2003 den midlertidige sø Taka, som blev reguleret af en ny dam, for at gemme vand til kunstvanding.
På grund af sin høje beliggenhed inde i landet , har Tripolis et overgangs middelhavs-/kontinentalklima med varme tørre somre og kolde vintre. Sommertemperaturer kan overstige 38C og om vinteren temperaturer under -10 C er blevet observeret. Sne eller slud kan forekomme flere gange mellem slutningen af oktober og begyndelsen af april.
Dens vigtigste pladser er på linje med hovedgaden og med en motorvej, der forbinder til Pyrgos og Patras. En af dem hedder Kennedy, den anden hedder Georgiou B' ( George II ). Den sydlige del har sin hovedgade ved navn Washington. Den centrale del af byen er omgivet af borgmurene, der blev bygget under den osmanniske besættelse af Grækenland. Der er bygget en industripark i sydvest.

## Kommunen
Tripoli kommune blev dannet ved kommunalreformen i 2011 ved at sammenlægge disse 8 tidligere kommuner, der blev til kommunale enheder:
- Falanthos
- Korythio
- Levidi
- Mantineia
- Skiritida
- Tegea
- Tripoli
- Valtetsi

Kommunen har et areal på 1.475,8 km2, den kommunale enhed 119,3 km2.

## Galleri
- "En græsk soldats død under belejringen af Tripolizza" af Henri Serrur
- En statue af Theodoros Kolokotronis
- Agios Vasilios (St. Basil), Tripolis katedral. Facade bygget med Doliana marmor.
- Huset til Kostas Karyotakis
- Det arkæologiske museum